# DHB-Pokal 2010/11
Die Handballspiele um den DHB-Pokal 2010/11 der Männer fanden zwischen August 2010 und Mai 2011 statt. Die Endrunde, das Final Four, wurde am 7. und 8. Mai 2011 in der O2 World in Hamburg ausgespielt. Der HSV Hamburg, der seinen 2. Titel in der vorherigen Saison gewonnen hatte, war Titelverteidiger. DHB-Pokalsieger 2011 wurde der THW Kiel mit einem 30:24-Sieg gegen die SG Flensburg-Handewitt.
Als Spieltermine wurden für die 1. Runde der 21./22. August 2010, für die 2. Runde der 22. September 2010 und für die 3. Runde der 20. Oktober 2010 festgelegt. Das Achtelfinale fand am 14. Dezember 2010, das Viertelfinale am 2./3. Februar 2011 und das Final Four am 7./8. Mai 2011 statt.
In der 1. und 2. Pokalmeisterschaftsrunde wurden die Vereine nach geographischen Gesichtspunkten in zwei Gruppen eingeteilt.

In den Runden bis zum Viertelfinale hatten immer Spielklassentiefere das Heimrecht gegenüber Spielklassehöheren.

## Hauptrunden

### 1. Runde
Die Auslosung der 1. Runde fand am 26. Juni 2010 statt.

In der 1. Runde nehmen keine Mannschaften aus der 1. Bundesliga teil.

#### Nord
Die Spiele der 1. Runde Nord fanden am 18./20./21./22. August 2010 statt. Der Gewinner jeder Partie zog in die 2. Runde des DHB-Pokales 2011 ein.
| Heimmannschaft               | Endergebnis                         | Gastmannschaft      | Datum & Zeit            |
| ---------------------------- | ----------------------------------- | ------------------- | ----------------------- |
| DHK Flensborg                | 19 : 42 (09 : 22)                   | HC Empor Rostock    | 18.08.10, Mi. 20:30 Uhr |
| HF Springe                   | 32 : 29 (16 : 18)                   | TSV GWD Minden      | 20.08.10, Fr. 19:00 Uhr |
| TUSEM Essen                  | 0 : 00 (0 : 00)*                    | TSV Altenholz       | 20.08.10, Fr. 20:00 Uhr |
| HSG Varel                    | 32 : 26 (17 : 10)                   | VfL Edewecht        | 20.08.10, Fr. 20:00 Uhr |
| SG Achim/Baden II            | 21 : 35 (09 : 18)                   | HSV Hannover        | 20.08.10, Fr. 20:00 Uhr |
| 1. SV Concordia Delitzsch    | 0 : 00 (0 : 00)**                   | SV Anhalt Bernburg  | 21.08.10, Sa. 18:00 Uhr |
| 1. VfL Potsdam II            | 26 : 39 (11 : 20)                   | SC Magdeburg II     | 21.08.10, Sa. 17:00 Uhr |
| SG Hamburg-Nord              | 24 : 25 (14 : 11)                   | TuS Esingen         | 21.08.10, Sa. 18:00 Uhr |
| HC Neuruppin                 | 28 : 32 (14 : 15)                   | TV Emsdetten        | 21.08.10, Sa. 18:00 Uhr |
| Oranienburger HC             | 40 : 39 (13 : 09)                   | TSV GWD Minden II   | 21.08.10, Sa. 18:00 Uhr |
| SG TMB Berlin                | 37 : 28 (13 : 13)                   | TSG Calbe           | 21.08.10, Sa. 18:00 Uhr |
| Ludwigsfelder HC             | 25 : 30 (12 : 17)                   | VfL Fredenbeck      | 22.08.10, So. 16:00 Uhr |
| LiT Nordhemmern/Mindenerwald | 29 : 40 (15 : 20)                   | Dessau-Roßlauer HV  | 21.08.10, Sa. 18:30 Uhr |
| Lehrter SV                   | 25 : 35 (12 : 16)                   | Wilhelmshavener HV  | 21.08.10, Sa. 18:30 Uhr |
| HSG Hohn/Elsdorf             | 19 : 27 (08 : 09)                   | TSV Ellerbek        | 21.08.10, Sa. 19:00 Uhr |
| TSG Altenhagen-Heepen        | 28 : 31 (26 : 27; 23 : 23; 09 : 10) | VfL Bad Schwartau   | 21.08.10, Sa. 19:00 Uhr |
| MTV Soltau                   | 23 : 28 (12 : 16)                   | SV Oebisfelde 1895  | 21.08.10, Sa. 19:15 Uhr |
| SV Beckdorf                  | 21 : 25 (09 : 10)                   | HSG Nordhorn-Lingen | 22.08.10, So. 18:00 Uhr |
| HC Einheit 05 Halle/Saale    | 20 : 27 (11 : 15)                   | TV Jahn Duderstadt  | 21.08.10, Sa. 19:30 Uhr |
| Eintracht Hildesheim         | 40 : 27 (18 : 10)                   | SV Post Schwerin    | 22.08.10, So. 17:00 Uhr |
| THW Kiel II                  | 23 : 26 (11 : 12)                   | HSG Ahlen-Hamm II   | 22.08.10, So. 17:00 Uhr |

* TUSEM Essen ist weiter durch die zu späte Anreise vom TSV Altenholz.

** SV Anhalt Bernburg ist weiter durch Verzicht vom 1. SV Concordia Delitzsch
- Der 1. VfL Potsdam war eine Runde weiter durch ein Freilos.

#### Süd
Die Spiele der 1. Runde Süd fanden am 14./20./21./22. August 2010 statt. Der Gewinner jeder Partie zog in die 2. Runde des DHB-Pokals 2011 ein.
| Heimmannschaft             | Endergebnis                         | Gastmannschaft         | Datum & Zeit            |
| -------------------------- | ----------------------------------- | ---------------------- | ----------------------- |
| HaSpo Bayreuth             | 21 : 37 (08 : 20)                   | HSC 2000 Coburg        | 14.08.10, Sa. 18:00 Uhr |
| VfL Eintracht Hagen        | 34 : 35 (31 : 32; 29 : 29; 10 : 16) | HG Saarlouis           | 20.08.10, Fr. 19:30 Uhr |
| TuS Wermelskirchen         | 33 : 19 (15 : 12)                   | HSG HF Untere Saar     | 20.08.10, Fr. 20:00 Uhr |
| HSG Rheinbach-Wormersdorf  | 19 : 36 (09 : 19)                   | TSG Groß-Bieberau      | 21.08.10, Sa. 18:30 Uhr |
| SC DHfK Leipzig            | 27 : 26 (14 : 12)                   | THSV Eisenach          | 21.08.10, Sa. 19:00 Uhr |
| HV Stuttgarter Kickers     | 41 : 20 (20 : 06)                   | TuS Volmetal           | 21.08.10, Sa. 19:30 Uhr |
| HSG Marienheide/Müllenbach | 23 : 25 (15 : 13)                   | SG Pforzheim/Eutingen  | 21.08.10, Sa. 19:30 Uhr |
| SG Wallau                  | 31 : 32 (12 : 12)                   | SG Köndringen/Teningen | 21.08.10, Sa. 19:30 Uhr |
| TSG Söflingen              | 29 : 32 (12 : 14)                   | HSG FrankfurtRheinMain | 21.08.10, Sa. 19:30 Uhr |
| SV Hermsdorf               | 22 : 35 (11 : 18)                   | TV Hüttenberg          | 21.08.10, Sa. 19:30 Uhr |
| SG BBM Bietigheim          | 36 : 28 (18 : 16)                   | EHV Aue                | 21.08.10, Sa. 20:00 Uhr |
| TV Hochdorf                | 30 : 31 (14 : 16)                   | TV Gelnhausen          | 21.08.10, Sa. 20:00 Uhr |
| SG Leutershausen           | 23 : 26 (10 : 14)                   | TV Bittenfeld          | 21.08.10, Sa. 20:00 Uhr |
| HSG Freiberg               | 23 : 34 (10 : 15)                   | TuS Ferndorf           | 21.08.10, Sa. 20:00 Uhr |
| TV 1893 Neuhausen          | 40 : 26 (19 : 11)                   | Leichlinger TV         | 21.08.10, Sa. 20:00 Uhr |
| TB 03 Roding               | 22 : 31 (09 : 16)                   | HC Erlangen            | 22.08.10, So. 16:30 Uhr |
| TV Korschenbroich          | 35 : 32 (27 : 27; 21 : 21; 08 : 14) | HSG Düsseldorf         | 22.08.10, So. 17:00 Uhr |
| HV Vallendar               | 34 : 42 (16 : 17)                   | TUSPO Obernburg        | 22.08.10, So. 17:00 Uhr |
| TuS 82 Opladen             | 24 : 42 (13 : 18)                   | TV Groß-Umstadt        | 22.08.10, So. 17:00 Uhr |
| TSV Heiningen 1892         | 29 : 26 (10 : 11)                   | HSG Kleenhein          | 22.08.10, So. 17:00 Uhr |
| SG Saulheim                | 30 : 31 (14 : 12)                   | HSG Gensungen/Felsberg | 22.08.10, So. 18:00 Uhr |

- Der Bergische HC war eine Runde weiter durch ein Freilos.

### 2. Runde
Die Auslosung der 2. Runde fand am 23. August 2010 statt.

Die Ligen der Teams entsprechen der Saison 2010/11.

Für die 2. Runde waren folgende Mannschaften qualifiziert:
| Bundesliga | 2. Bundesliga | 3. Liga | Oberliga und weitere |
| - THW Kiel - HSV Hamburg - SG Flensburg-Handewitt - Rhein-Neckar Löwen - VfL Gummersbach - Frisch Auf Göppingen - TBV Lemgo - TV Großwallstadt - Füchse Berlin - TuS Nettelstedt-Lübbecke - SC Magdeburg - MT Melsungen - HSG Wetzlar - TSV Hannover-Burgdorf - HBW Balingen-Weilstetten - DHC Rheinland - HSG Ahlen-Hamm - TSG Friesenheim | Nord - TV Emsdetten - HSG Nordhorn-Lingen - HC Empor Rostock - VfL Bad Schwartau - 1. VfL Potsdam - Eintracht Hildesheim - HSG Varel - Dessau-Roßlauer HV - SC Magdeburg II - Wilhelmshavener HV - TUSEM Essen Süd - Bergischer HC 06 - TV Bittenfeld - TV Hüttenberg - SG BBM Bietigheim - HC Erlangen - TV 1893 Neuhausen - TV Korschenbroich - HSG FrankfurtRheinMain - HG Saarlouis - TSG Groß-Bieberau - TUSPO Obernburg - HSC 2000 Coburg - TV Groß-Umstadt | Nord - HSV Hannover - VfL Fredenbeck - HF Springe - Oranienburger HC Ost - SV Anhalt Bernburg - HSG Gensungen/Felsberg - TV Jahn Duderstadt - TV Gelnhausen - SC DHfK Leipzig West - HSG Ahlen-Hamm II - TuS Wermelskirchen - TuS Ferndorf Süd - SG Köndringen/Teningen - SG Pforzheim/Eutingen | Oberliga Hamburg/Schleswig-Holstein - TSV Ellerbek Ostsee-Spree - SG TMB Berlin Mitteldeutschland - SV Oebisfelde 1895 Baden-Württemberg - HV Stuttgarter Kickers weitere Württembergliga Nord - TSV Heiningen 1892 Hamburg Liga - TuS Esingen |

#### Nord
Die Spiele der 2. Runde Nord fanden am 14./21./22./25. September 2010 statt. Der Gewinner jeder Partie zog in die 3. Runde des DHB-Pokales 2011 ein.
| Heimmannschaft           | Endergebnis                         | Gastmannschaft         | Datum & Zeit            |
| ------------------------ | ----------------------------------- | ---------------------- | ----------------------- |
| TuS Esingen              | 11 : 44 (06 : 22)                   | VfL Bad Schwartau      | 14.09.10, Di. 20:00 Uhr |
| HSG Ahlen-Hamm II        | 33 : 39 (19 : 22)                   | HSG Nordhorn-Lingen    | 21.09.10, Di. 19:30 Uhr |
| TUSEM Essen              | 26 : 37 (11 : 16)                   | SC Magdeburg           | 21.09.10, Di. 19:30 Uhr |
| Wilhelmshavener HV       | 23 : 34 (12 : 17)                   | TBV Lemgo              | 21.09.10, Di. 20:00 Uhr |
| HBW Balingen-Weilstetten | 36 : 33 (30 : 28; 27 : 27; 14 : 15) | VfL Gummersbach        | 21.09.10, Di. 20:15 Uhr |
| SV Anhalt Bernburg       | 21 : 32 (15 : 14)                   | TV Emsdetten           | 22.09.10, Mi. 19:00 Uhr |
| TSV Ellerbek             | 17 : 32 (07 : 12)                   | HSG Varel              | 22.09.10, Mi. 19:00 Uhr |
| 1. VfL Potsdam           | 22 : 24 (11 : 11)                   | Dessau-Roßlauer HV     | 22.09.10, Mi. 19:30 Uhr |
| HSV Hannover             | 20 : 38 (11 : 18)                   | Füchse Berlin          | 22.09.10, Mi. 19:30 Uhr |
| SV Oebisfelde 1895       | 23 : 38 (08 : 18)                   | HSG Ahlen-Hamm         | 22.09.10, Mi. 19:30 Uhr |
| Oranienburger HC         | 18 : 48 (10 : 24)                   | HSV Hamburg            | 22.09.10, Mi. 19:30 Uhr |
| HC Empor Rostock         | 31 : 29 (12 : 13)                   | SC Magdeburg II        | 22.09.10, Mi. 19:30 Uhr |
| TV Jahn Duderstadt       | 24 : 29 (10 : 18)                   | HF Springe             | 22.09.10, Mi. 20:00 Uhr |
| SG TMB Berlin            | 21 : 38 (07 : 16)                   | TSV Hannover-Burgdorf  | 22.09.10, Mi. 20:00 Uhr |
| VfL Fredenbeck           | 20 : 39 (11 : 19)                   | THW Kiel               | 22.09.10, Mi. 20:00 Uhr |
| Eintracht Hildesheim     | 30 : 33 (27 : 29; 27 : 27; 14 : 13) | SG Flensburg-Handewitt | 25.09.10, Sa. 18:30 Uhr |

- Der TuS N-Lübbecke war eine Runde weiter durch ein Freilos.

#### Süd
Die Spiele der 2. Runde Süd fanden am 21./22. September 2010 statt. Der Gewinner jeder Partie zog in die 3. Runde des DHB-Pokales 2011 ein.
| Heimmannschaft         | Endergebnis       | Gastmannschaft         | Datum & Zeit            |
| ---------------------- | ----------------- | ---------------------- | ----------------------- |
| TV Korschenbroich      | 25 : 24 (12 : 10) | TV Großwallstadt       | 21.09.10, Di. 19:30 Uhr |
| TUSPO Obernburg        | 33 : 25 (13 : 14) | HSG Wetzlar            | 21.09.10, Di. 20:00 Uhr |
| SC DHfK Leipzig        | 36 : 27 (16 : 10) | SG Köndringen-Teningen | 22.09.10, Mi. 19:00 Uhr |
| TSV Heiningen          | 19 : 49 (10 : 24) | Rhein-Neckar Löwen     | 22.09.10, Mi. 19:30 Uhr |
| HV Stuttgarter Kickers | 25 : 36 (08 : 13) | TSG Friesenheim        | 22.09.10, Mi. 19:30 Uhr |
| HC Erlangen            | 23 : 25 (10 : 16) | SG BBM Bietigheim      | 22.09.10, Mi. 19:30 Uhr |
| HSG Gensungen/Felsberg | 33 : 29 (16 : 14) | HSG FrankfurtRheinMain | 22.09.10, Mi. 20:00 Uhr |
| HSC 2000 Coburg        | 29 : 36 (14 : 16) | TV Hüttenberg          | 22.09.10, Mi. 20:00 Uhr |
| TuS Ferndorf           | 29 : 30 (08 : 22) | HG Saarlouis           | 22.09.10, Mi. 20:00 Uhr |
| TSG Groß-Bieberau      | 21 : 31 (14 : 16) | TV Bittenfeld          | 22.09.10, Mi. 20:00 Uhr |
| SG Pforzheim/Eutingen  | 31 : 22 (15 : 10) | TV Groß-Umstadt        | 22.09.10, Mi. 20:00 Uhr |
| TV Gelnhausen          | 21 : 32 (08 : 12) | DHC Rheinland          | 22.09.10, Mi. 20:00 Uhr |
| TuS Wermelskirchen     | 18 : 33 (08 : 19) | Frisch Auf Göppingen   | 22.09.10, Mi. 20:00 Uhr |
| Bergischer HC 06       | 35 : 27 (18 : 15) | TV 1893 Neuhausen      | 22.09.10, Mi. 20:00 Uhr |

- Die MT Melsungen war eine Runde weiter durch ein Freilos.

### 3. Runde
Die Auslosung der 3. Runde fand am 26. September 2010 um 17:10 Uhr statt.

Die Ligen der Teams entsprechen der Saison 2010/11.

Für die 3. Runde sind folgende Mannschaften qualifiziert:
| Bundesliga | 2. Bundesliga | 3. Liga                                                                                      |
| - THW Kiel - HSV Hamburg - SG Flensburg-Handewitt - Rhein-Neckar Löwen - Frisch Auf Göppingen - TBV Lemgo - Füchse Berlin - TuS Nettelstedt-Lübbecke - SC Magdeburg - MT Melsungen - TSV Hannover-Burgdorf - HBW Balingen-Weilstetten - DHC Rheinland - HSG Ahlen-Hamm - TSG Friesenheim | Nord - TV Emsdetten - HSG Nordhorn-Lingen - HC Empor Rostock - VfL Bad Schwartau - HSG Varel - Dessau-Roßlauer HV Süd - Bergischer HC 06 - TV Bittenfeld - TV Hüttenberg - SG BBM Bietigheim - TV Korschenbroich - HG Saarlouis - TUSPO Obernburg | Nord - HF Springe Ost - HSG Gensungen/Felsberg - SC DHfK Leipzig Süd - SG Pforzheim/Eutingen |

Die Spiele der 3. Runde fanden am 19./20. Oktober 2010 statt. Der Gewinner jeder Partie zog in das Achtelfinale des DHB-Pokales 2011 ein.
| Heimmannschaft         | Endergebnis                         | Gastmannschaft           | Datum & Zeit            |
| ---------------------- | ----------------------------------- | ------------------------ | ----------------------- |
| TUSPO Obernburg        | 33 : 38 (12 : 19)                   | MT Melsungen             | 19.10.10, Di. 20:00 Uhr |
| SG BBM Bietigheim      | 30 : 31 (27 : 28; 25 : 25; 14 : 14) | TuS Nettelstedt-Lübbecke | 19.10.10, Di. 20:00 Uhr |
| SC DHfK Leipzig        | 23 : 34 (11 : 18)                   | Füchse Berlin            | 19.10.10, Di. 20:15 Uhr |
| SG Pforzheim/Eutingen  | 24 : 37 (07 : 14)                   | SC Magdeburg             | 20.10.10, Mi. 19:00 Uhr |
| HSG Varel              | 17 : 34 (08 : 13)                   | Frisch Auf Göppingen     | 20.10.10, Mi. 19:30 Uhr |
| VfL Bad Schwartau      | 36 : 31 (19 : 13)                   | TV Korschenbroich        | 20.10.10, Mi. 19:30 Uhr |
| Dessau-Roßlauer HV     | 32 : 28 (20 : 15)                   | HSG Ahlen-Hamm           | 20.10.10, Mi. 19:30 Uhr |
| SG Flensburg-Handewitt | 45 : 32 (20 : 16)                   | TSG Friesenheim          | 20.10.10, Mi. 19:30 Uhr |
| TV Emsdetten           | 35 : 34 (18 : 16)                   | TV Hüttenberg            | 20.10.10, Mi. 19:30 Uhr |
| TSV Hannover-Burgdorf  | 28 : 25 (14 : 11)                   | TBV Lemgo                | 20.10.10, Mi. 19:30 Uhr |
| HC Empor Rostock       | 21 : 46 (08 : 22)                   | HSV Hamburg              | 20.10.10, Mi. 19:30 Uhr |
| DHC Rheinland          | 27 : 32 (12 : 21)                   | THW Kiel                 | 20.10.10, Mi. 19:45 Uhr |
| HSG Gensungen/Felsberg | 30 : 25 (14 : 11)                   | HG Saarlouis             | 20.10.10, Mi. 20:00 Uhr |
| Bergischer HC 06       | 29 : 24 (11 : 15)                   | HBW Balingen-Weilstetten | 20.10.10, Mi. 20:00 Uhr |
| HF Springe             | 26 : 34 (12 : 15)                   | HSG Nordhorn-Lingen      | 20.10.10, Mi. 20:00 Uhr |
| TV Bittenfeld          | 28 : 39 (18 : 20)                   | Rhein-Neckar Löwen       | 20.10.10, Mi. 20:00 Uhr |

### Achtelfinale
Die Auslosung des Achtelfinales fand am Sonntag, den 24. Oktober 2010 um 17:10 Uhr statt.

Die Ligen der Teams entsprechen der Saison 2010/11.

Für das Achtelfinale waren folgende Mannschaften qualifiziert:
| Bundesliga | 2. Bundesliga                                                                                             | 3. Liga                      |
| - THW Kiel - HSV Hamburg - SG Flensburg-Handewitt - Rhein-Neckar Löwen - Frisch Auf Göppingen - Füchse Berlin - TuS Nettelstedt-Lübbecke - SC Magdeburg - MT Melsungen - TSV Hannover-Burgdorf | Nord - TV Emsdetten - HSG Nordhorn-Lingen - VfL Bad Schwartau - Dessau-Roßlauer HV Süd - Bergischer HC 06 | Ost - HSG Gensungen/Felsberg |

Die Spiele des Achtelfinales fanden am 14./15. Dezember 2010 statt. Der Gewinner jeder Partie zog in das Viertelfinale des DHB-Pokales 2011 ein.
| Heimmannschaft         | Endergebnis                         | Gastmannschaft         | Datum & Zeit            |
| ---------------------- | ----------------------------------- | ---------------------- | ----------------------- |
| TSV Hannover-Burgdorf  | 21 : 27 (09 : 12)                   | SG Flensburg-Handewitt | 14.12.10, Di. 19:00 Uhr |
| Füchse Berlin          | 31 : 27 (15 : 16)                   | HSV Hamburg            | 14.12.10, Di. 20:15 Uhr |
| HSG Nordhorn-Lingen    | 22 : 26 (11 : 10)                   | MT Melsungen           | 15.12.10, Mi. 19:30 Uhr |
| VfL Bad Schwartau      | 34 : 24 (15 : 14)                   | Dessau-Roßlauer HV     | 15.12.10, Mi. 19:30 Uhr |
| TV Emsdetten           | 25 : 40 (10 : 21)                   | SC Magdeburg           | 15.12.10, Mi. 19:30 Uhr |
| HSG Gensungen-Felsberg | 29 : 47 (11 : 23)                   | Rhein-Neckar Löwen     | 15.12.10, Mi. 20:00 Uhr |
| Bergischer HC          | 28 : 30 (25 : 26; 24 : 24; 14 : 11) | Frisch Auf Göppingen   | 15.12.10, Mi. 20:00 Uhr |
| TuS N-Lübbecke         | 29 : 30 (14 : 15)                   | THW Kiel               | 15.12.10, Mi. 20:15 Uhr |

### Viertelfinale
Die Auslosung des Viertelfinales fand am Dienstag, den 21. Dezember 2010 um 20:30 Uhr vor der Begegnung zwischen den Füchsen Berlin und dem SC Magdeburg statt.

Die Ligen der Teams entsprechen der Saison 2010/11.

Für das Viertelfinale waren folgende Mannschaften qualifiziert:
| Bundesliga | 2. Bundesliga            |
| - THW Kiel - SG Flensburg-Handewitt - Rhein-Neckar Löwen - Frisch Auf Göppingen - Füchse Berlin - SC Magdeburg - MT Melsungen | Nord - VfL Bad Schwartau |

Die Spiele des Viertelfinales fanden am 1./2./6. März 2011 statt. Der Gewinner jeder Partie zog in das Final Four des DHB-Pokales 2011 ein.
| Heimmannschaft       | Endergebnis       | Gastmannschaft         | Datum & Zeit            |
| -------------------- | ----------------- | ---------------------- | ----------------------- |
| Frisch Auf Göppingen | 31 : 25 (14 : 12) | SC Magdeburg           | 01.03.11, Di. 20:15 Uhr |
| Rhein-Neckar Löwen   | 33 : 28 (19 : 12) | MT Melsungen           | 02.03.11, Mi. 19:00 Uhr |
| Füchse Berlin        | 25 : 31 (13 : 17) | THW Kiel               | 02.03.11, Mi. 20:15 Uhr |
| VfL Bad Schwartau    | 27 : 34 (11 : 17) | SG Flensburg-Handewitt | 06.03.11, So. 15:00 Uhr |

## Final Four

### Halbfinale
Die Auslosung des Halbfinales fand am 10. März 2011 um 11:00 Uhr statt.

Die Ligen der Teams entsprachen der Saison 2010/11.

Für das Halbfinale waren folgende Mannschaften qualifiziert:
| 1. Bundesliga                                                                   |
| - THW Kiel - SG Flensburg-Handewitt - Rhein-Neckar Löwen - Frisch Auf Göppingen |

Die Spiele des Halbfinales fanden am 7. Mai 2011 statt. Der Gewinner jeder Partie zog in das Finale des DHB-Pokals 2011 ein.
| Heimmannschaft         | Endergebnis       | Gastmannschaft     | Datum & Zeit            |
| ---------------------- | ----------------- | ------------------ | ----------------------- |
| Frisch Auf Göppingen   | 23 : 28 (13 : 15) | THW Kiel           | 07.05.11, Sa. 13:15 Uhr |
| SG Flensburg-Handewitt | 22 : 20 (10 : 08) | Rhein-Neckar Löwen | 07.05.11, Sa. 15:15 Uhr |

1. Halbfinale

7. Mai 2011 in Hamburg, O2 World, 13.000 Zuschauer
Frisch Auf Göppingen: Tahirović, Weiner – Thiede (5), Späth    (5), Haaß  (3), Schubert (3/3), Schöne (2), Kaufmann  (2), Kozlina   (2), Oprea (1), Kneule, Häfner, Horák
THW Kiel: Omeyer, Palicka – Zeitz  (5), Klein (5), Jícha  (5/4), Pálmarsson (4), Ilić (3/1), Andersson (2), Ahlm  (2), Narcisse (2), Dragićević, Sprenger , Kubeš  , Reichmann
Schiedsrichter: Bernd Methe & Reiner Methe
2. Halbfinale

7. Mai 2011 in Hamburg, O2 World, 13.000 Zuschauer
SG Flensburg-Handewitt: Beutler, Rasmussen – Eggert (6/5), Svan Hansen   (4), Fahlgren (3), Mocsai  (3), Mogensen  (2), Knudsen (2), Heinl (1), Szilágyi (1), Bastian, Karlsson , Đorđić, Boesen
Rhein-Neckar Löwen: Szmal, Fritz – Stefánsson  (5), Gensheimer  (4/2), Groetzki (3), Šešum  (2), Bielecki (2), Gunnarsson   (2), Čupić, Schmid, Roggisch , Tkaczyk, Myrhol , Sigurðsson
Schiedsrichter: Ralf Damian & Frank Wenz

### Finale
Das Finale fand am 8. Mai 2011 statt. Der Gewinner der Partie war Sieger des DHB-Pokals 2011.
| Mannschaft 1 | Endergebnis       | Mannschaft 2           | Datum & Zeit            |
| ------------ | ----------------- | ---------------------- | ----------------------- |
| THW Kiel     | 30 : 24 (16 : 13) | SG Flensburg-Handewitt | 08.05.11, So. 14:00 Uhr |

8. Mai 2011 in Hamburg, O2 World, 13.000 Zuschauer
THW Kiel: Omeyer , Palicka – Zeitz (6), Pálmarsson (6), Jícha (6), Sprenger (3), Ilić  (3/3), Klein (3), Lundström (1), Ahlm    (1), Reichmann (1), Andersson, Dragićević, Kubeš
SG Flensburg-Handewitt: Beutler, Rasmussen – Mogensen   (6), Eggert (5/3), Mocsai   (4), Szilágyi (4), Bastian (2), Svan Hansen (1), Boesen (1), Knudsen  (1), Karlsson , Fahlgren, Đorđić, Heinl
Schiedsrichter: Lars Geipel & Marcus Helbig